# Giro di Svizzera 1938
Il Giro di Svizzera 1938, sesta edizione della corsa, si svolse dal 6 al 14 agosto 1938 per un percorso totale di 1 683,4 km, con partenza e arrivo a Berna.
Il corridore italiano Giovanni Valetti si aggiudicò la corsa concludendo in 48.12'16".

## Le tappe
| Tappa  | Data      | Percorso            | km               | Vincitore di tappa | Leader cl. generale |
| ------ | --------- | ------------------- | ---------------- | ------------------ | ------------------- |
| 1ª     | 6 agosto  | Berna > Sciaffusa   | 270,3            | Arsène Mersch      | Arsène Mersch       |
| 2ª     | 7 agosto  | Sciaffusa > Coira   | 227              | Hans Martin        | Arsène Mersch       |
| 3ª     | 8 agosto  | Coira > Bellinzona  | 127              | Giovanni Valetti   | Severino Canavesi   |
| 4ª     | 9 agosto  | Bellinzona > Sierre | 198,1            | Giovanni Valetti   | Giovanni Valetti    |
|        | 10 agosto | giorno di riposo    | giorno di riposo | giorno di riposo   | giorno di riposo    |
| 5ª     | 11 agosto | Sierre > Friburgo   | 186,6            | Robert Zimmermann  | Giovanni Valetti    |
| 6ª     | 12 agosto | Friburgo > Ginevra  | 183,3            | Frans Demondt      | Giovanni Valetti    |
| 7ª     | 13 agosto | Ginevra > Bienne    | 219,1            | François Neuens    | Giovanni Valetti    |
| 8ª     | 14 agosto | Bienne > Berna      | 272              | Theo Perret        | Giovanni Valetti    |
| Totale | Totale    | Totale              | 1683,4           |                    |                     |

## Partecipanti
Al via si presentarono 70 atleti. I ciclisti arrivati al traguardo finale furono 40, mentre 30 si ritirarono, con una percentuale di arrivi pari al 57%.

## Dettagli tappa per tappa

### 1ª tappa
- 6 agosto: Berna > Sciaffusa – 270,3 km

Risultati
| # | Corridore      | Squadra | Tempo    |
| - | -------------- | ------- | -------- |
| 1 | Arsène Mersch  | LUX     | 7.18'28" |
| 2 | Pierre Gallien | FRA     | s.t.     |
| 3 | Willy Kern     | SUI     | s.t.     |

### 2ª tappa
- 7 agosto: Sciaffusa > Coira – 227 km

Risultati
| # | Corridore        | Squadra | Tempo    |
| - | ---------------- | ------- | -------- |
| 1 | Hans Martin      | SUI     | 6.27'17" |
| 2 | Georg Umbenhauer | GER     | s.t.     |
| 3 | Hubert Deltour   | BEL     | s.t.     |

### 3ª tappa
- 8 agosto: Coira > Bellinzona – 127 km

Risultati
| # | Corridore         | Squadra | Tempo    |
| - | ----------------- | ------- | -------- |
| 1 | Giovanni Valetti  | ITA     | 3.43'41" |
| 2 | Robert Zimmermann | SUI     | a 35"    |
| 3 | Cesare Del Cancia | ITA     | s.t.     |

### 4ª tappa
- 9 agosto: Bellinzona > Sierre – 198,1 km

Risultati
| # | Corridore         | Squadra | Tempo    |
| - | ----------------- | ------- | -------- |
| 1 | Giovanni Valetti  | ITA     | 6.28'10" |
| 2 | Leo Amberg        | SUI     | a 3'15"  |
| 3 | Robert Zimmermann | SUI     | s.t.     |

### 5ª tappa
- 11 agosto: Sierre > Friburgo – 186,6 km

Risultati
| # | Corridore         | Squadra | Tempo    |
| - | ----------------- | ------- | -------- |
| 1 | Robert Zimmermann | SUI     | 5.08'25" |
| 2 | Cesare Del Cancia | ITA     | s.t.     |
| 3 | Giovanni Valetti  | ITA     | s.t.     |

### 6ª tappa
- 12 agosto: Friburgo > Ginevra – 183,3 km

Risultati
| # | Corridore        | Squadra | Tempo    |
| - | ---------------- | ------- | -------- |
| 1 | Frans Demondt    | BEL     | 4.45'43" |
| 2 | Ernst Nievergelt | SUI     | a 1'34"  |
| 3 | Albert Hendrickx | BEL     | s.t.     |

### 7ª tappa
- 13 agosto: Ginevra > Bienne – 219,1 km

Risultati
| # | Corridore         | Squadra | Tempo    |
| - | ----------------- | ------- | -------- |
| 1 | François Neuens   | LUX     | 6.08'36" |
| 2 | Cesare Del Cancia | ITA     | a 3'16"  |
| 3 | Paul Egli         | SUI     | s.t.     |

### 8ª tappa
- 14 agosto: Bienne > Berna – 272 km

Risultati
| # | Corridore        | Squadra | Tempo    |
| - | ---------------- | ------- | -------- |
| 1 | Theo Perret      | SUI     | 7.39'08" |
| 2 | Walter Blattmann | SUI     | a 1'09"  |
| 3 | Edgar Buchwalder | SUI     | s.t.     |

## Classifiche della corsa

### Classifica generale
| #  | Corridore         | Squadra | Tempo    |
| -- | ----------------- | ------- | -------- |
| 1  | Giovanni Valetti  | ITA     | 48.12'16 |
| 2  | Arsène Mersch     | LUX     | a 12'44" |
| 3  | Severino Canavesi | ITA     | a 16'20" |
| 4  | Werner Buchwalder | SUI     | a 17'07" |
| 5  | Leo Amberg        | SUI     | a 18'10" |
| 6  | Robert Zimmermann | SUI     | a 20'07" |
| 7  | Cesare Del Cancia | ITA     | a 20'58" |
| 8  | Ezio Cecchi       | ITA     | a 26'39" |
| 9  | Albert Hendrickx  | BEL     | a 33'26" |
| 10 | Edgar Buchwalder  | SUI     | a 34'29" |

### Classifica GPM - Miglior scalatore
| # | Corridore         | Squadra | Punti |
| - | ----------------- | ------- | ----- |
| 1 | Giovanni Valetti  | ITA     | 57    |
| 2 | Robert Zimmermann | SUI     | 40    |
| 3 | Cesare Del Cancia | ITA     | 40    |
| 4 | Severino Canavesi | ITA     | 35    |
| 5 | Leo Amberg        | SUI     | 34    |

### Classifica squadre
| # | Squadra  | Tempo      |
| - | -------- | ---------- |
| 1 | Italia   | 145.15'05" |
| 2 | Svizzera | a 17'06"   |